# هيرب غرين
هيرب غرين (بالإنجليزية: Herb Green) هو طبيب نيوزيلندي، ولد في 16 نوفمبر 1916 في بالكلوثا (نيوزيلندا) في نيوزيلندا، وتوفي في 4 مارس 2001 في أوكلاند في نيوزيلندا.